# Life Risking Romance
Life Risking Romance ((en hangul, 목숨 건 연애; romanización revisada, Moksum Geon Yeonae)) es una película de 2016 dirigida por Song Min-kyu y protagonizada por Ha Ji-won, Chun Jung-myung y Chen Bolin.

## Argumento
Je-in (Ha Ji-won) es una escritora de novelas de misterio obsesionada con capturar a un asesino en serie. Rok-hwan (Chun Jung-myung) es un oficial de policía enamorado de Je-in, quien solo lo ve como a un buen amigo. Sin embargo, un triángulo amoroso se inicia cuando Jason, un atractivo y misterioso investigador del FBI, llega a vivir al mismo edificio de Je-in.

## Elenco
- Ha Ji-won es Han Je-en. 
  - Lee Da-in es Han Je-in joven.
  - Lee Chae-mi es Han Je-in niña.
- Chun Jung-myung es Seol Rok-hwan. 
  - Jo Byung-gyu es Seol Rok-hwan joven.
  - Choi Ro-woon es Seol Rok-hwan niño.
- Chen Bolin es Jason Chen.
- Oh Jung-se es Heo Jong-goo.
- Yoon So-hee es Jung Yoo-mi.[3]
- Song Chae-yoon es la escritora Byun.
- Kim Won-hae es el oficial Park.
- Jung Hae-kyun como CEO Ji.
- Yoon Kyung-ho como Noh Duk-sool.[4]
- Kim Hee-chan como Ui-kyung.
- Haha (cameo).

## Producción
La filmación se inició el 6 de septiembre en Itaewon, y culminó el 5 de diciembre de 2015 en Paju.